# Missionshauskirche (St. Wendel)

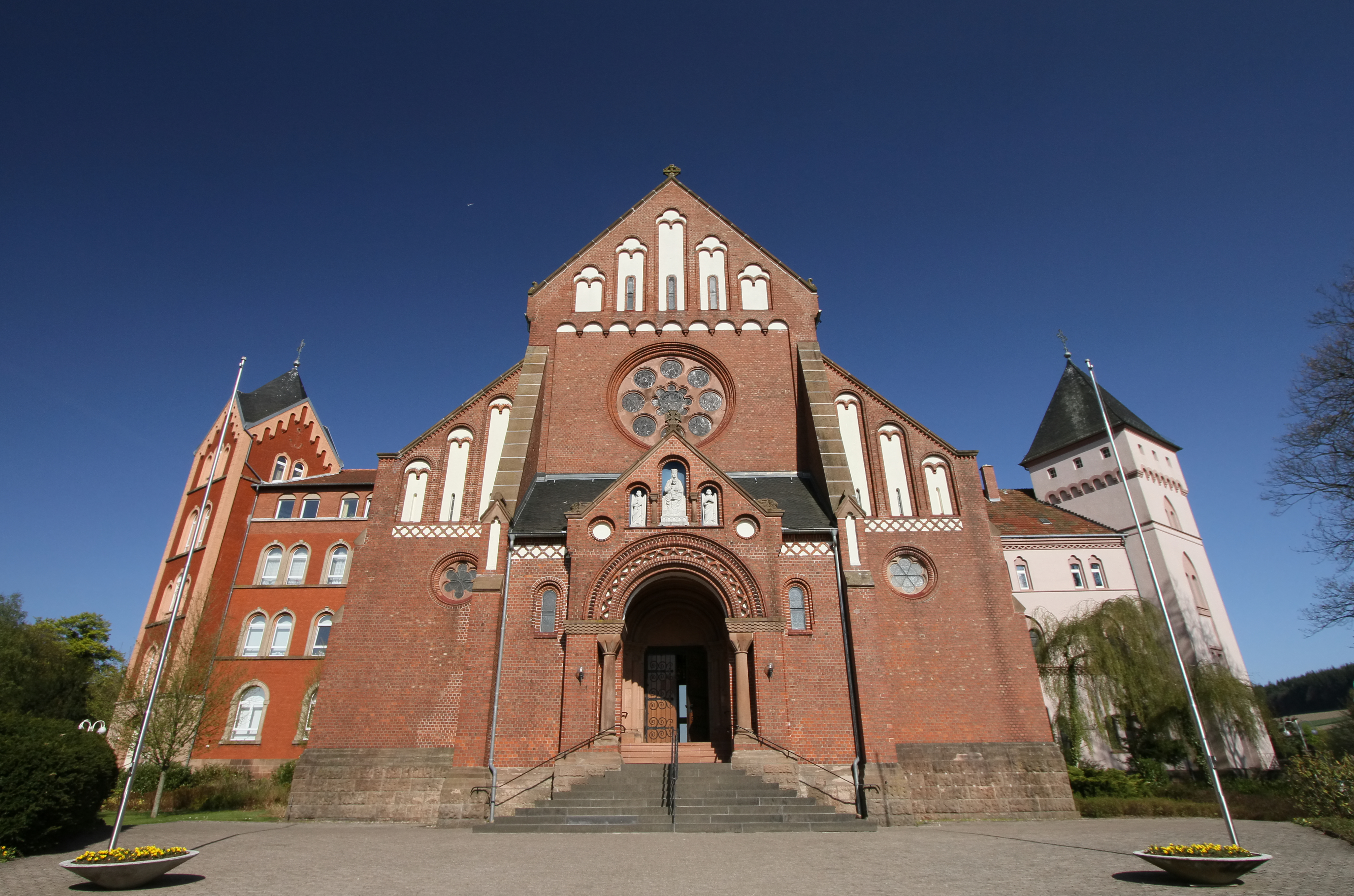
Die Missionshauskirche in St. Wendel

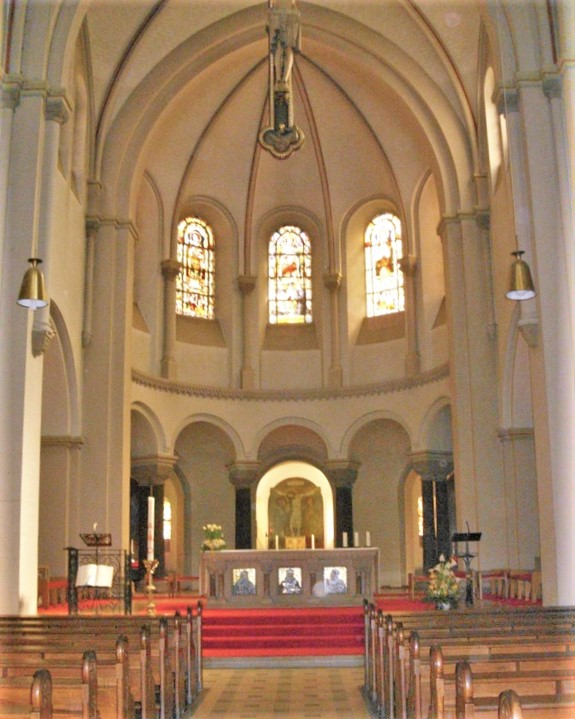
Blick ins Innere der Kirche

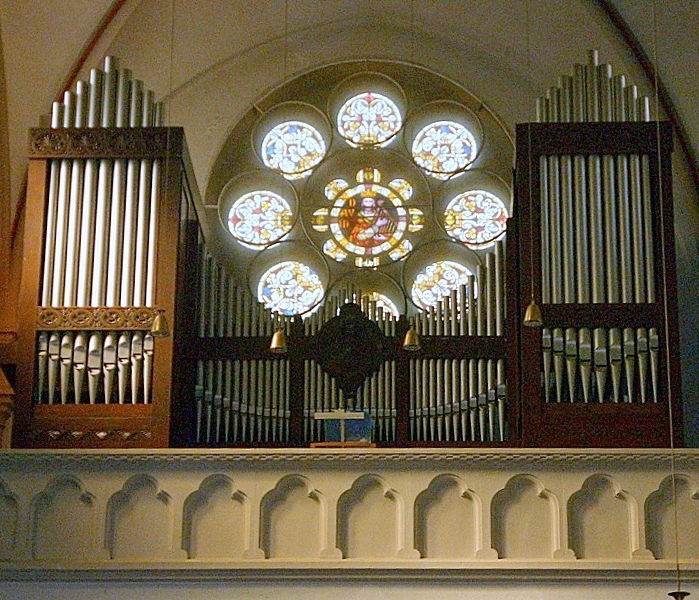
Orgelprospekt

Die Missionshauskirche Maria Königin der Engel ist eine Kirche der christlichen Ordensgemeinschaft der Steyler Missionare (SVD) im saarländischen St. Wendel. Sie gehört zum Gebäudekomplex des Missionshauses St. Wendel, das u. a. das Arnold-Janssen-Gymnasium, ein Seniorenheim der Deutschen Provinz und ein Museum beherbergt. Die Kirche ist als Teil des Missionshauses in der Denkmalliste des Saarlandes als Einzeldenkmal aufgeführt.

## Geschichte
Einen ersten Entwurf zum Bau der Missionshauskirche legte Patres Scholl im Jahr 1905 vor. Architekt Ludwig Becker (Mainz) wurde dann im Jahr 1907 zu den Planungen hinzugezogen. Pater Alfred Fraebel (SVD) (St. Gabriel in Mödling bei Wien), der mit der Ausgestaltung des Innenraums beauftragt wurde, zeichnete schließlich auch für den Gesamtentwurf der Kirche verantwortlich. Fraebel war auch der Architekt der neoromanischen Kathedrale St. Michael im chinesischen Qingdao. Die Bauleitung der St. Wendeler Missionshauskirche oblag Frater Alexander Pyra.
Die Grundsteinlegung erfolgte im Jahr 1910 und am 1. Juni 1913 konnte der Trierer Bischof Michael Felix Korum die feierliche Weihe der fertiggestellten Kirche vornehmen.
Am 10. Januar 1941 wurde das Missionshaus – nicht zuletzt auf Betreiben des nationalsozialistischen Gauleiters Josef Bürckel – wegen angeblicher Staatsfeindlichkeit des Ordens ohne Gerichtsverfahren enteignet und die Schule der Mission in eine NPEA (Nationalpolitische Erziehungsanstalt), umgangssprachlich „Napola“ umgewandelt. Die Kirche sollte einem Umbau unterzogen werden, der einen teilweisen Abriss und die Umwandlung in einen Festsaal vorsah.
Nach dem Ende des Zweiten Weltkrieges wurde die Kirche, die nach der Enteignung ihrer Ausstattung beraubt worden war, von der französischen Besatzung zurückgegeben. Da Altäre, Bänke, Beichtstühle, Sakristeieinrichtung u. a. auf den Pfarreien verteilt waren, konnten sie der Kirche in gutem Zustand zurückgegeben werden.

## Glocken
Im Jahr 1955 goss die Saarlouiser Glockengießerei in Saarlouis-Fraulautern, die von Karl (III) Otto von der Glockengießerei Otto in Bremen-Hemelingen und dem Saarländer Aloys Riewer 1953 gegründet worden war, für die Missionshauskirche in St. Wendel drei Bronzeglocken mit den Schlagtönen: e' – g' – a'. Die Glocken haben folgende Durchmesser: 1240 mm, 1042 mm, 928 mm und wiegen: 1200 kg, 720 kg, 500 kg.

## Orgel
Die Orgel der Kirche wurde von der Firma Stahlhuth (Aachen) erbaut. 1965 erfolgte ein Umbau durch die Firma Hugo Mayer (Heusweiler). Das Kegelladen-Instrument verfügt über 30 klingende Register, verteilt auf drei Manuale und Pedal. Ein Manual (III Positiv) ist allerdings vakant. Die Spiel- und Registertraktur ist elektrisch. Die Disposition lautet wie folgt:
| I Hauptwerk C–g3 |                 |        |
| 1.               | Gedacktpommer   | 16′    |
| 2.               | Prinzipal       | 8′     |
| 3.               | Gemshorn        | 8′     |
| 4.               | Gedackt         | 8′     |
| 5.               | Oktave          | 4′     |
| 6.               | Rohrflöte       | 4′     |
| 7.               | Nazard          | 2 ⁄3′  |
| 8.               | Waldflöte       | 2′     |
| 9.               | Terz            | 1 3⁄5′ |
| 10.              | Mixtur major IV | 1 ⁄3′  |
| 11.              | Mixtur minor IV | 1′     |
| 12.              | Trompete        | 8′     |

| II Schwellwerk C–g3 |                       |       |
| 13.                 | Harfenprinzipal       | 8′    |
| 14.                 | Holzflöte             | 8′    |
| 15.                 | Quintade              | 8′    |
| 16.                 | Italienisch Prinzipal | 4′    |
| 17.                 | Blockflöte            | 4′    |
| 18.                 | Octave                | 2′    |
| 19.                 | Quinte                | 1 ⁄3′ |
| 20.                 | Scharff IV            | 2⁄3′  |
| 21.                 | Fagott                | 16′   |
| 22.                 | Rohrschalmey          | 8′    |
| 23.                 | Klarine               | 4′    |

| III Positiv (vakant) C–g3 |                      |      |
|                           | Singend Gedackt      | 8′   |
|                           | Spitzgedackt         | 4′   |
|                           | Prinzipal            | 2′   |
|                           | Oktävlein            | 1′   |
|                           | Klingende Cymbel III | 1⁄3′ |
|                           | Krummhorn            | 8′   |

| Pedal C–f1 |                     |     |
| 24.        | Prinzipalbass       | 16′ |
| 25.        | Subbass             | 16′ |
|            | Gedacktbass (aus I) | 16′ |
| 26.        | Octave              | 8'  |
|            | Gedacktbass (aus I) | 8′  |
| 27.        | Choralbass          | 4′  |
| 28.        | Zink II             |     |
| 29.        | Mixtur IV           |     |
| 30.        | Posaune             | 16′ |

- Koppeln: II/I, (III/I), (III/II), I/P, II/P, (III/P),
- Spielhilfen: 2 freie Kombinationen